# Coats, North Carolina
Coats är en kommun (town) i Harnett County i North Carolina. Orten har fått sitt namn efter bosättaren James T. Coats. Vid 2020 års folkräkning hade Coats 2 155 invånare.